# Greyshirt
Greyshirt (la cui vera identità è Franky Lafayette) è un personaggio dei fumetti dell'universo America's Best Comics di Alan Moore.
Ideato da Alan Moore e Rick Veitch, è apparso per la prima volta nella rivista contenitore dell'universo ABC, intitolata Tomorrow Stories, e precisamente sul n. 1 nell'agosto 1999. Veitch, autore completo e scrittore di fumetti seriali come Swamp Thing, ha poi anche scritto una miniserie interamente dedicata al personaggio, chiamata Greyshirt: Indigo Sunset, nome fittizio del quotidiano di punta di Indigo City, la città immaginaria luogo di nascita e teatro di gesta del giustiziere mascherato Greyshirt e del suo alter ego Lafayette.
Il personaggio è direttamente ispirato allo Spirit di Will Eisner. Più nello specifico, la storia A Greyshirt Primer, contenuta in Tomorrow Stories Special n. 1, è un sentito e commovente omaggio ad Eisner, all'epoca da poco scomparso.
Greyshirt è solo uno dei personaggi che comparivano nelle storie brevi sulla rivista antologica Tomorrow Stories, insieme a Cobweb, First American & U.S. Angel, Jack B. Quick, Splash Brannigan.